# Joe Sacco
Joe Sacco (Kirkop, 2 oktober 1960) is een in Malta geboren Amerikaanse striptekenaar en journalist. Beide professies combineert hij in het maken van non-fictie stripromans over onder meer de situaties in Palestina en Joegoslavië ten tijde van de Bosnische Oorlog. 

## Bio
Sacco werd in Malta geboren, maar verhuisde op eenjarige leeftijd met zijn ouders naar Australië. In 1972 verhuisde de familie naar San Francisco. Sacco haalde in 1981 zijn B.A. in de journalistiek aan de Universiteit van Oregon.
In zijn stripromans combineert Sacco zelfgemaakte reportages ter plaatse, interviews met betrokkenen en analyses. Hij verschijnt in de meeste van zijn werken zelf als personage. Met Palestine won hij in 1996 de American Book Award. In 2000 publiceerde vakblad De Journalist een omslagartikel over Sacco's baanbrekende werk als schrijvend én tekenend journalist. Sacco won de Will Eisner-award 2001 voor het beste nieuwe grafisch album met Safe Area Goražde. In 2004 werkte hij een jaar als cartoonist voor The Washington Monthly.

## Journalistieke stripromans
- Safe Area Goražde: The War in Eastern Bosnia 1992–1995 (2000), over de Bosnische enclave Goražde tijdens en net na de Bosnische Oorlog (in het Nederlands verschenen als Moslimenclave Gorazde)
- Palestine (2001), over zijn bevindingen aan de Westelijke Jordaanoever en de Gazastrook in 1991-1992 (in het Nederlands verschenen als Onder Palestijnen)
- The Fixer: A Story from Sarajevo (2003), over een man uit Sarajevo die alles verloor tijdens de oorlog (in het Nederlands verschenen als Fikser)
- Notes from a Defeatist (2003), bundeling van Yahoo #1-6, een serie korte verhalen die deels autobiografisch zijn, deels over Europese oorlogshistorie gaan en deels over de aanloop naar de Golfoorlog (in het Nederlands verschenen als Reportages)
- War's End: Profiles from Bosnia 1995–96 (2005), bundeling van
  - Christmas with Karadzic (1997), over een zoektocht naar Radovan Karadžić in 1996
  - Soba (1998), over een gitarist uit Sarajevo (in het Nederlands verschenen in de bundel 5 jaar Het Besloten Land)
- But I Like It (2006), over zijn tijd als roadie voor een punkband
- Footnotes in Gaza (2009, in het Nederlands verschenen als Gaza 1956)
- Paying the Land (2020, in het Nederlands verschenen als Terug aan het land)

- Biblioteca Nacional de España: XX1555051
- Bibliothèque nationale de France: cb130831367 (data)
- Catàleg d'autoritats de noms i títols de Catalunya: 981058510911006706
- Gemeinsame Normdatei: 12439468X
- International Standard Name Identifier: 0000 0001 0855 8920
- Library of Congress Control Number: no95023135
- Nationale Bibliotheek van Tsjechië: xx0042051
- Nationale Bibliotheek van Israël: 987007267417905171
- Nationale Bibliotheek van Polen: a0000003034350
- Nederlandse Thesaurus van Auteursnamen: 176876588
- RKD-Nederlands Instituut voor Kunstgeschiedenis: 212272
- Istituto Centrale per il Catalogo Unico: RAVV105704
- Système universitaire de documentation: 057411239
- Virtual International Authority File: 22277197
- WorldCat: E39PBJcGp4FCd9PTpjKJtMMwYP